# Chiesa di Santa Maria (Villa Vicentina)
La chiesa di Santa Maria è la parrocchiale di Villa Vicentina, frazione del comune sparso di Fiumicello Villa Vicentina, in provincia di Udine ed arcidiocesi di Gorizia; fa parte del decanato di Aquileia.

## Storia
La primitiva chiesa di Villa Vicentina fu edificata nel XII secolo ed era originariamente filiale della cattedrale di Aquileia nella località detta "Cammarcio" (antico nome del paese). Di questo edificio rimane una descrizione, scritta dall'abate Bartolomeo di Porcia durante la sua visita del 1570.

La nuova chiesa fu costruita tra il 1660 e il 1680 quando quella precedente era diventata insufficiente a soddisfare le esigenze della popolazione. Nel 1718 fu eretto il campanile e nel 1742 la parrocchiale venne consacrata dal vescovo di Pedena Bonifacio Cecotti. Nel 1835 fu rifatto il pavimento e, verso la metà del Novecento, realizzata la cuspide del campanile. Infine, l'edificio fu completamente restaurato tra il 1997 ed il 1998 e nel 2012 pure il campanile fu oggetto di una ristrutturazione.

## Descrizione

### Esterno
La facciata a capanna presenta un'iscrizione che recita DEIPARAE VIRGINI SACRUM, un sontuoso portale barocco, opera del goriziano Giovanni Pacassi con paraste in pietra e sormontato da un ricco decoro contenente lo stemma vescovile,  cinque statue situate nelle nicchie della facciata, raffiguranti la Beata Vergine del Rosario e i santi Rocco, Antonio Abate, Matteo e Giovanni Battista, lavori dello scultore Pietro Baratta, e due poste sul tetto raffiguranti santa Caterina da Siena e san Domenico lavori di Leonardo Giuliani.

### Interno
Opere di pregio conservate all'interno della chiesa sono l'ex tabernacolo, in parte databile attorno al XIII secolo e proveniente dalla chiesa medievale di "Cammarcio", gli altari laterali, risalenti al Settecento, gli affreschi, eseguiti tra il 1880 ed il 1885 dal pittore Lorenzo Bianchini da Udine.

### Campanile
La torre campanaria a base quadrata è posta sul lato destro dell'edificio e vi si accede dalla parte esterna. Costruita in pietra presenta cornici marcapiano e feritoie corrispondenti agli interpiani. La cella campanaria con le aperture a bifora accoglie tre campane, e prosegue con una tamburo a base ottogonale chiusa da una balaustra che presenta aperture ad archetti e sormontata dalla cuspide piramidale. Il campanile è completato dall'orologio presente sulla facciata principale e meridionale..